# Удмуртська Автономна Радянська Соціалістична Республіка
Удму́ртська Автоно́мна Радя́нська Соціалісти́чна Респу́бліка (УАРСР) , до 5 грудня 1936 — Автономна Удмуртська Соціалістична Радянська Республіка)  удму.Удмурт Автономной Совет Социалист Республика або Удму́рт АРСР — автономна республіка в складі РРФСР, яка існувала з 28 грудня 1934 року по 4 листопада 1990 року, суб'єкт Російської Федерації, входить до складу Приволзького федерального округу.
Столиця республіки — місто Іжевськ.

## Історія

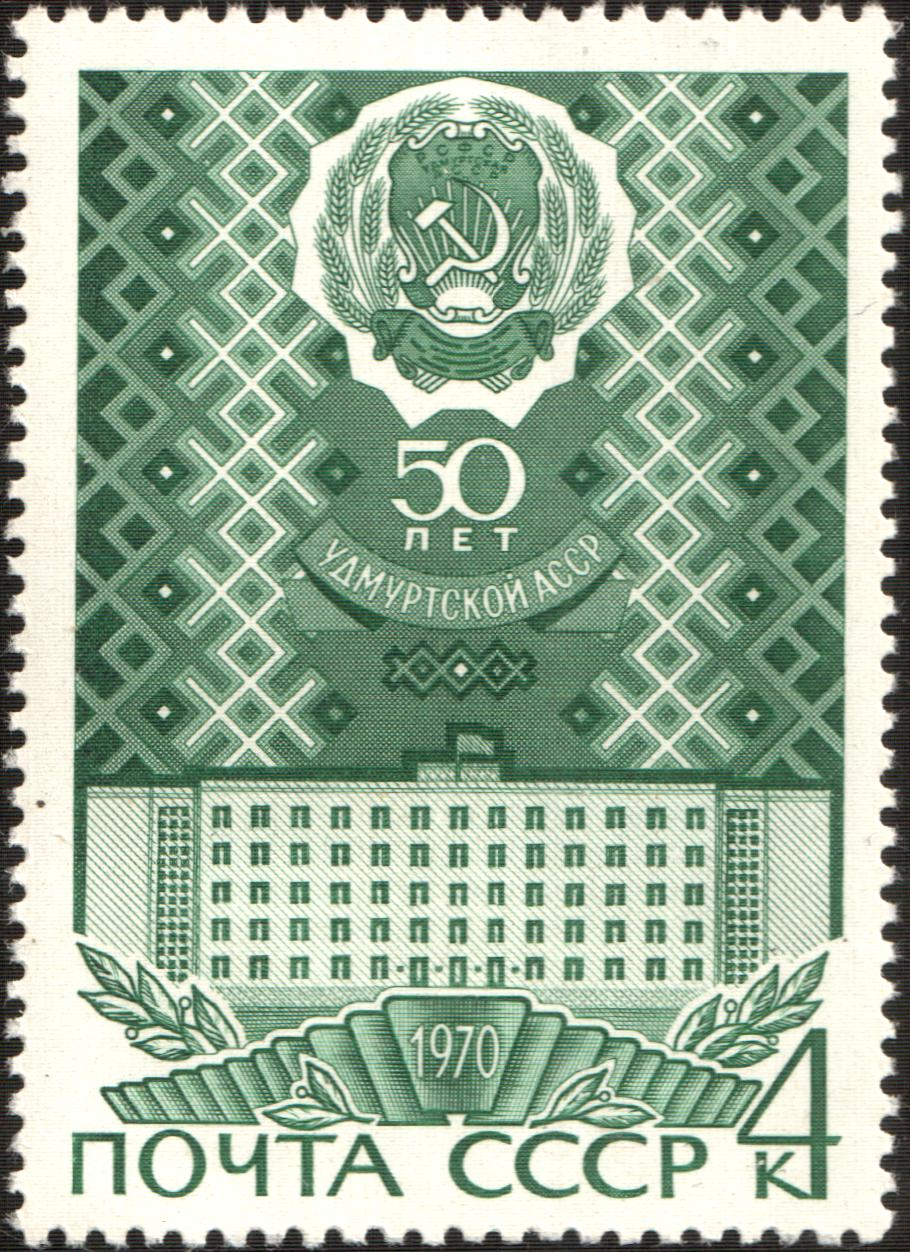
Будинок Уряду УАССР на марці «50 років Удмуртської АРСР» Пошти СРСР 1970 року

Удмуртська АРСР утворена постановою ВЦВК 28 грудня 1934 року з Удмуртської автономної області. В 1935 році ВЦВК узаконив входження УАРСР в склад Кіровського краю, однак з прийняттям нової конституції СРСР 1936 року крайовий поділ був ліквідований. В 1937 році 4 райони Кіровської області (Воткінський, Сарапульський, Каракулінський, Кіясовський) були передані в склад УАРСР. 4 листопада 1990 року Верховна Рада УАРСР проголосила суверенітет і нову назву  — Удмуртська Республіка.

## Державний устрій
Після утворення УАССР вищим органом влади в республіці став З'їзд Рад УАССР (1935—1937), вищим законодавчим, виконавчим і контролюючим органом між з'їздами — ЦВК (1935—1938). Перший З'їзд Рад УАССР відбувся 12 січня 1935 року. На ньому були обрані члени і кандидати в члени ЦВК, представники до Ради Національностей ЦВК СРСР, прийнято рішення про підготовку Конституції Удмуртії.
У лютому 1937 року в пресі було опублікован проєкт Конституції УАССР. Конституція Удмуртської АРСР була прийнята 14 березня 1937 року Надзвичайним 2-м з'їздом Рад Удмуртської АРСР.
Вищі органи державної влади республіки — однопалатна Верховна Рада Удмуртської АРСР, що обиралася на 4 роки по нормі 1 депутат від 7500 жителів, та її Президія. Верховна Рада утворювала уряд республіки — Раду Міністрів Удмуртії. Удмуртська АРСР була представлена в Раді Національностей Верховної Ради СРСР 11 депутатами. Місцеві органи державної влади — міські, районні, селищні і сільські Ради депутатів трудящих обиралися населенням на 2 роки. Верховна Рада Удмуртської АРСР обирала терміном на 5 років Верховний суд республіки у складі 2 судових колегій (по кримінальних і по цивільних справах) і Президії Верховного суду. Прокурор Удмуртської АРСР призначався Генеральним прокурором СРСР на 5 років.
У червні 1938 року відбулися вибори до Верховних рад РРФСР і УАССР, а в грудні 1939 року — вибори до місцевих рад. Явка виборців склала понад 99 %. Більшістю голосів було обрано висунуті партійними органами кандидатури.

## Населення
На 1970 рік загальна кількість населення республіки становило 1418 тисяч осіб, з них:
- росіяни — 57,1 %
- удмурти — 34,1 %
- татари — 6,2 %
- українці — 0,7 %